# Helldorado (Ganxsta Zolee és a Kartel-album)
A Helldorado című Ganxsta Zolee és a Kartel album 1999-ben jelent meg a Sony Music gondozásában.  A csapatnak ez a 3. stúdióalbuma. Az album dupla bakelit album formátumban is megjelent limitált – 100 db-os – példányszámban. Az albumot 2019-ben az anyag megjelenésének 20. évfordulóján újra megjelentetik dupla bakelit lemezen.
A lemez hatalmas siker volt, a megjelenés hetében már aranylemezes, majd később platina státuszt kapott. A CD tartalmaz egy számítógépes játékot is, melynek Csendes Gábor a kitalálója, Falvay László pedig a grafikáért felelt. Az album borítóterve is az ő munkája, a fotókat Tyukodi László készítette.

## Megjelenések
CD  Magyarország EPC 494026 2
1. Entrée 0:29
2. Kartel Anthem VII. 0:45
3. A jó a rossz és a Kartel 3:57
4. A való világ 4:08
5. TKO 0:29
6. Ez itt nem az 3:36
7. A szerb határ felé 3:14
8. Szűzoltók 3:52
9. Bérgyilkosok 3:27
10. Kartel Anthem VIII. 0:44
11. Angyalföld a hely 3:50
12. A sötét oldal 3:27
13. Nincs az a csaj 4:29
14. Kartel Anthem IX. 1:40
15. Mexico Kid (Big Dally L.2.) 2:02
16. Hasfelmetszők 4:24
17. Ez nem a te napod 4:43
18. Steve 1:59
19. Dög és a többiek 3:28
20. Blow-feld vs. O.J.Bond 4:46
21. Helldorado 4:55
22. Sortie 0:43

Multimédia: Spagetti Shooter játék

## Közreműködő előadók
- Borító – Falvay László
- Felvételvezető, hangmérnök – Béres József
- Hangmérnök, Mix – Lepés Gábor
- Producer – Pierrot
- Írták – Bándy István (dal: 14), Kalmár László (dal: 14), Ogly G.* (dalok: 5, 19), Pierrot (dalok: 1-től 4-ig, 6-tól 9-ig, 11-től 13-ig, 15-től 21-ig), Pityinger László (dalok: 3, 6, 8, 9, 11-től 15-ig, 19, 21), Sámson Gábor (dalok: 14, 20), Váradi József (dal: 19), Zana* (dalok: 1-től 4-ig, 6-tól 8-ig, 10-től 12-ig, 14-től 16-ig és 22-ig)

## Külső hivatkozások
- A szerb határ című dal videóklipje[5]
- A való világ című dal videóklipje[6]